# Municipio de Delaware City
Delaware City Township es una subdivisión territorial del condado de Delaware, Ohio, Estados Unidos. Tiene una población estimada, a mediados de 2023, de 41 808 habitantes.
Tiene un código de clase Z1, que indica que no está en funcionamiento (non-functioning county subdivision).

## Geografía
La subdivisión está ubicada en las coordenadas 40°17′29″N 83°04′52″O / 40.29139, -83.08111 (40.291422, -83.08101). Según la Oficina del Censo, tiene una superficie total de 42.14 km², de los cuales 41.89 km² corresponden a tierra firme y 0.25 km² están cubiertos de agua.

## Demografía
Según el censo de 2020, en ese momento había 38 083 personas residiendo en la zona. La densidad de población era de 909.12 hab./km². El 85.26% de los habitantes eran blancos, el 4.18% eran afroamericanos, el 0.16% eran amerindios, el 1.90% eran asiáticos, el 0.06% eran isleños del Pacífico, el 1.75% eran de otras razas y el 6.70% eran de una mezcla de razas. Del total de la población, el 4.47% eran hispanos o latinos de cualquier raza.